# Girls, Girls, Girls
Girls, Girls, Girls es el cuarto álbum de la banda estadounidense de glam metal Mötley Crüe, lanzado el 15 de mayo de 1987. 
El disco contiene un sonido con más blues que los discos anteriores de la banda e incluye los éxitos "Wild Side" y "Girls, Girls, Girls", el cual se mantiene como un clásico en los table-dances. 
Existe una controversia sobre si este álbum llegó o no al puesto número uno en el Billboard de Estados Unidos: en la semana en que se pensó que Girls, Girls, Girls sería el primero en la tabla, el álbum Whitney, el segundo álbum de Whitney Houston, entró a la tabla en el puesto número uno[cita requerida]. El tercer sencillo del álbum, You're All I Need, también causó controversia, porque, a pesar de ser una balada "romántica", la letra cuenta la historia de un asesinato. 
Para la gira de este álbum, se eligió a la banda, nueva en aquel momento, Guns N' Roses como teloneros. Fue una gira alocada: entre muchas cosas, Nikki sufrió una sobredosis y luego decidió escribir Kickstart My Heart inspirándose en aquella experiencia.

## Lista de canciones
1. "Wild Side" – 4:40 - Letra por: Nikki Sixx. Música por: Nikki Sixx, Vince Neil & Tommy Lee.
2. "Girls, Girls, Girls" – 4:30 - Letra por: Nikki Sixx. Música por: Nikki Sixx, Tommy Lee & Mick Mars.
3. "Dancing On Glass" – 4:18 - Letra y música por: Nikki Sixx & Mick Mars.
4. "Bad Boy Boogie" – 3:27 - Letra y música por: Nikki Sixx, Mick Mars & Tommy Lee.
5. "Nona" – 1:27
6. "Five Years Dead" – 3:50 - Letra y música por: Nikki Sixx
7. "All In The Name Of..." – 3:39 - Letra y música por: Nikki Sixx & Vince Neil.
8. "Sumthin' For Nothing" – 4:41 - Letra y música por: Nikki Sixx & Vince Neil.
9. "You're All I Need" – 4:33 - Letra y música por: Nikki Sixx & Tommy Lee.
10. "Jailhouse Rock" (En vivo) (Originalmente cantada por Elvis Presley) – 4:39

Girls, Girls, Girls fue relanzado en el 2003 con material adicional:
- "Girls, Girls, Girls" [Remix] – 5:36
- "Wild Side" [Remix instrumental] – 4:06
- "Rodeo" [Canción adicional] – 4:14
- "Nona" [Instrumental] – 2:42
- "All In The Name Of..." [En vivo]
- "Girls, Girls, Girls" [Multimedia]

## Miembros
- Vince Neil - Voz
- Mick Mars - Guitarra
- Nikki Sixx - Bajo
- Tommy Lee - Batería